# Caspar Bartholin el Jove

De ovariis mulierum et generationis historia epistola anatomica, 1678

Caspar Thomsen Bartholin conegut habitualment com a Caspar Bartholin el Jove, llatinitzat com a Caspar Bartholin Secundus; 10 de setembre del 1655 a Copenhaguen – 11 de juny de 1738), fou un anatomista danès, que va descriure per primer cop les "glàndules de Bartholin" el 1677.

## Biografia
Provenia d'una eminent família de científics. Era fill del teòleg i anatomista Thomas Bartholin (el Vell) i germà del també teòleg Hans Bartholin. El descobriment de la glàndula de Bartholin sovint s'atribueix erròniament al seu avi, Caspar Bartholin el Vell.
Caspar Bartholin el Jove va començar els seus estudis de medicina el 1671 a l'edat de 16 anys. El 1674, amb només 19 anys, va ser nomenat professor a la Universitat de Copenhaguen pel rei Cristià IV, amb la possibilitat de continuar els seus estudis a l'estranger. Aquest nomenament es produí molt probablement per la intervenció del seu pare. Els següents tres anys va estudiar al Països Baixos, França, on va treballar amb l'anatomista parisenc Joseph-Guichard Du Verney, i Itàlia. Quan va tornar a Dinamarca va assumir la seva càtedra i va impartir classes d'anatomia i de física. Exercí també tres cops com a rector de la Universitat de Copenhaguen.
Com a alumne de Niels Stensen va continuar la seva important investigació en el camp del sistema de glàndules.
Posteriorment, Caspar Bartholin va començar a interessar-se per la política. El 1709 va ser jutge del Tribunal Suprem, el 1719 procurador general i el 1724 Ministre d'Hisenda.

## Honors
- Orde de Dannebrog (1729)

## Obres
- De tibiis veterum et earum antiquo usu, p. PP7, a Google Books. Roma: B. Carrara, 1677 (Bartholin també va escriure sobre música)
- De ovariis mulierum et generationis historia epistola anatomica, p. PA1, a Google Books. Amsterdam: J. H. Wetstein, 1678